# Chiesa della Santissima Trinità (Chichester)
La chiesa della Santissima Trinità (in inglese Holy Trinity Church) è la parrocchiale anglicana che si trova a Bosham, parrocchia civile nel comune di Chichester nell'omonimo distretto del West Sussex, in Inghilterra. Il luogo di culto risale all'XI secolo, rientra nella diocesi di Chichester ed è considerato monumento di prima categoria per il suo particolare interesse storico e architettonico.

## Storia

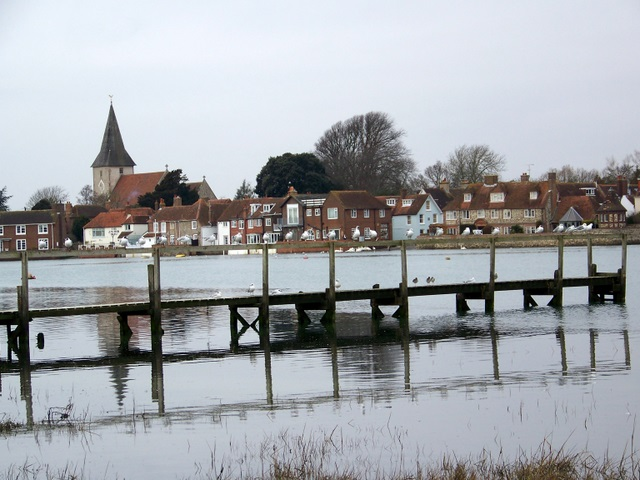
Villaggio di Bosham col campanile della chiesa

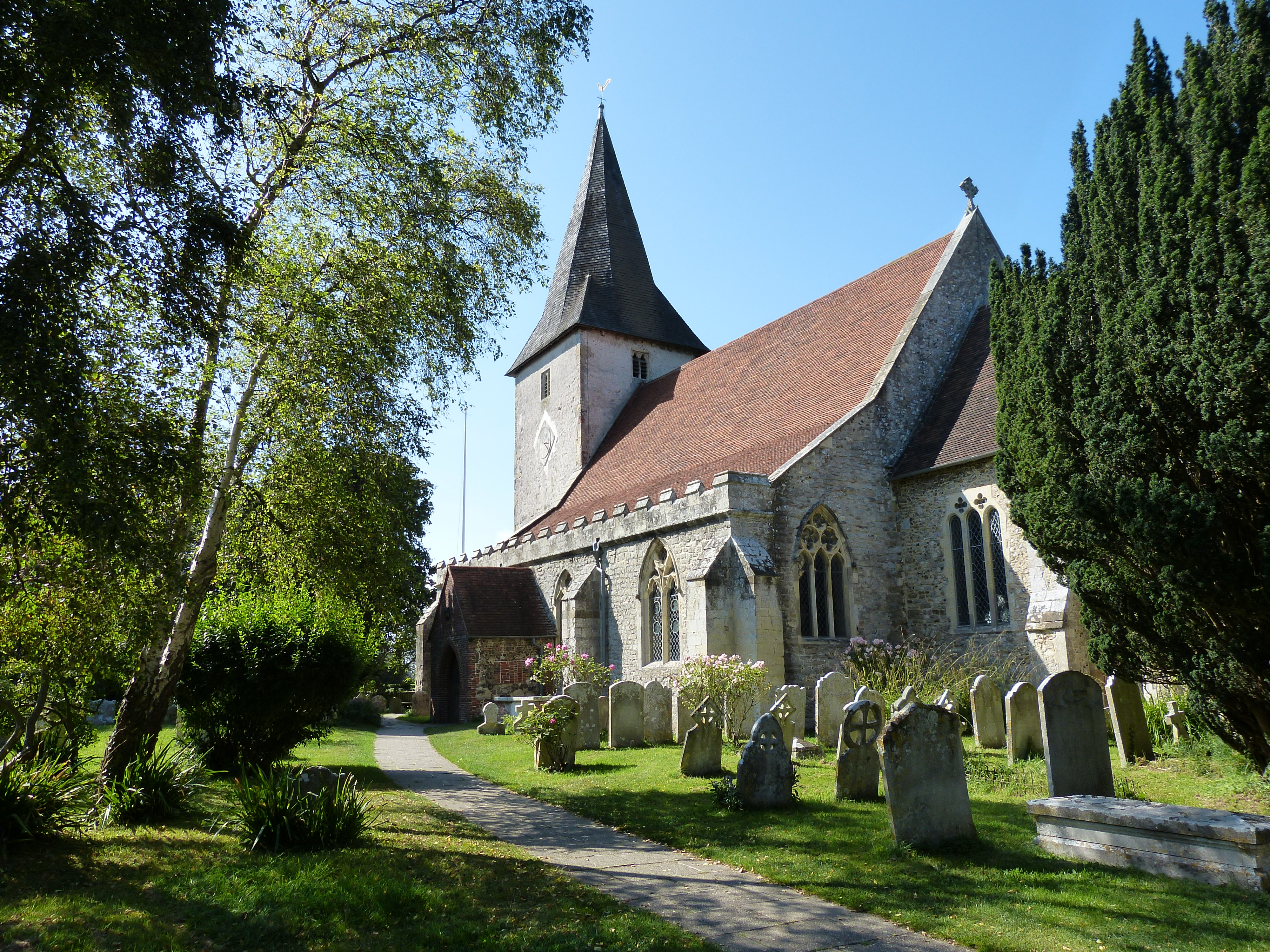
Chiesa della Santissima Trinità

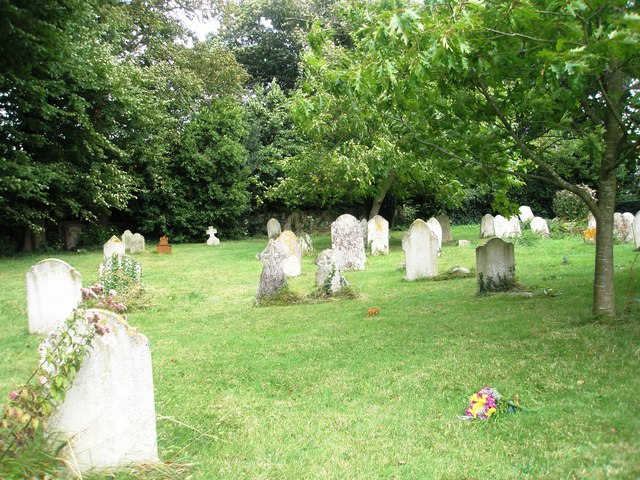
Area del cimitero accanto alla chiesa

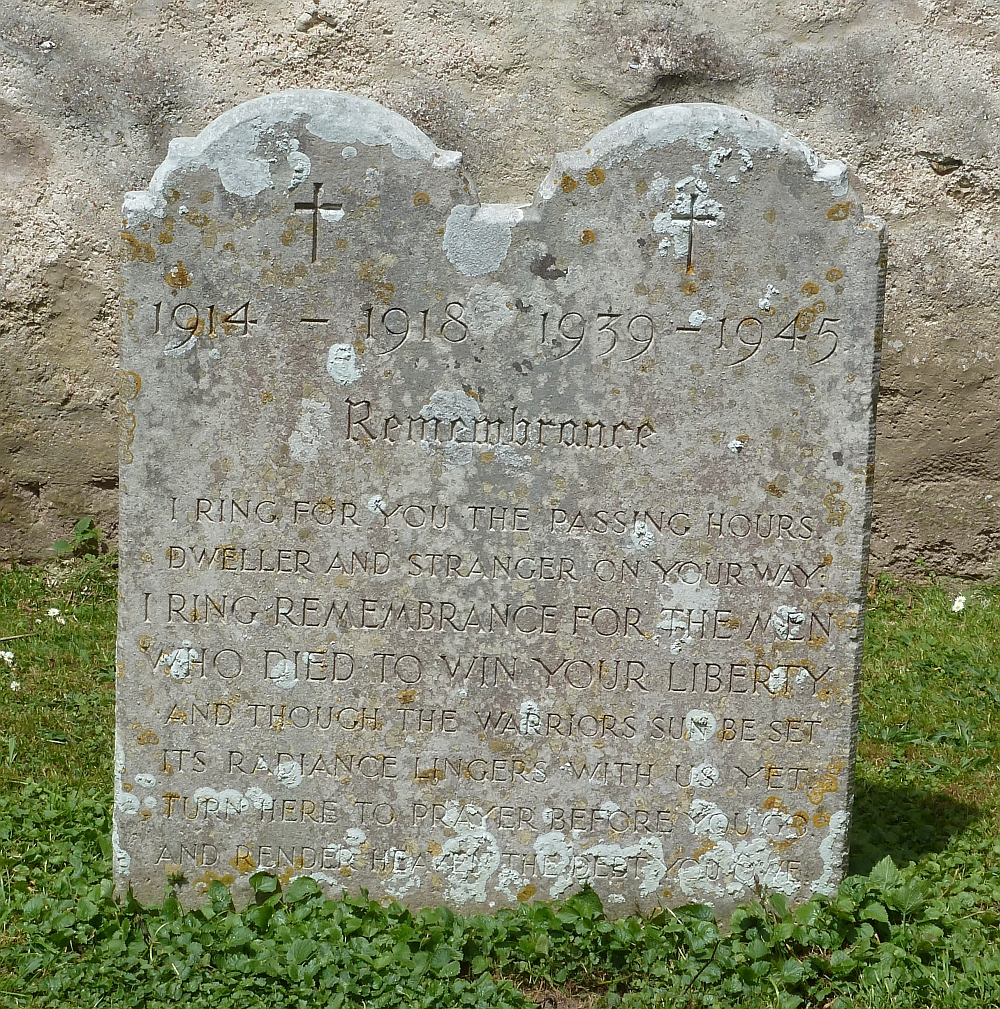
Piccola lapide che ricorda i morti durante le due guerre mondiali del XX secolo

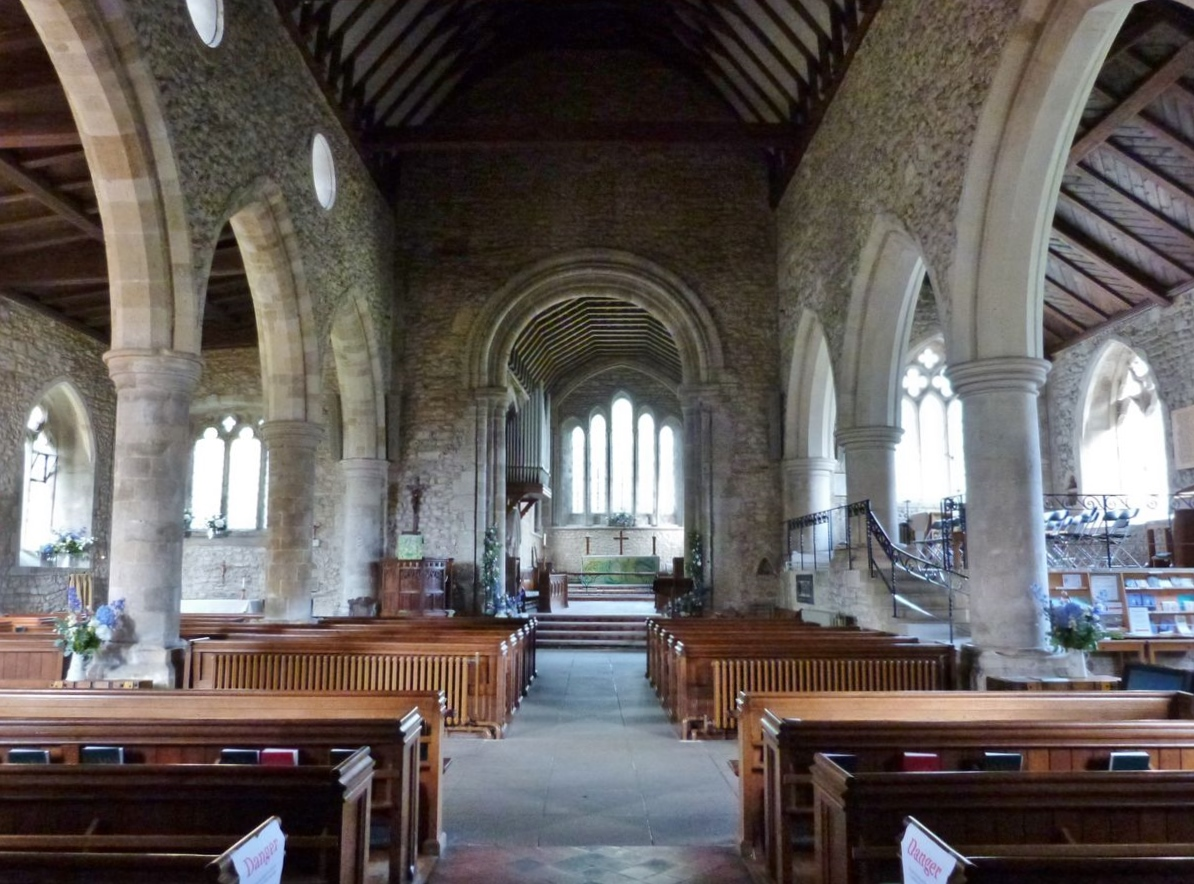
Interno della sala

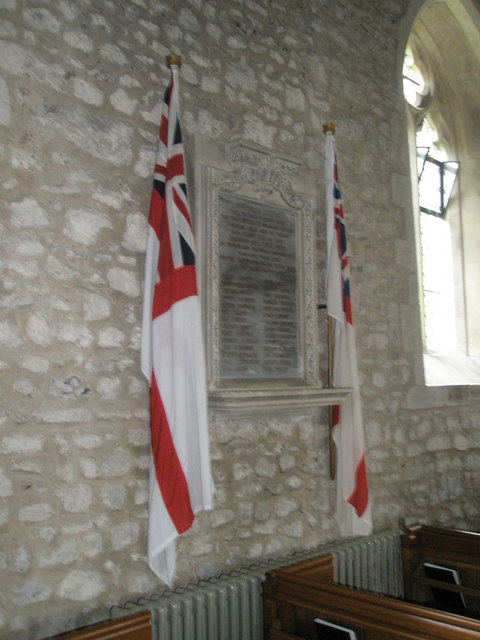
Lapide-memoriale per i caduti della prima guerra mondiale

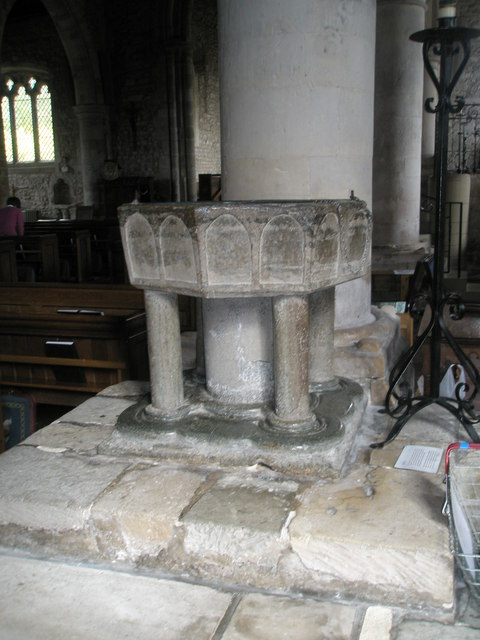
Fonte battesimale

L'arco del presbiterio e il presbiterio centrale sono della fine del XI secolo e le navate laterali dell'inizio del XIII secolo. Il presbiterio raggiunse la sua lunghezza recente dopo il 1220 e la navata laterale sud fu ricostruita nel XIV secolo. Ci furono modifiche minori nel XV secolo. La chiesa di Bosham ha attirato molte fantasiose ricostruzioni, a partire dalla convinzione che sia di origine romana. Non sorprende, data la presenza di edifici romani nelle vicinanze, che la struttura contenga muratura romana riutilizzata, ma si tratta solo di questo. Bosham è strettamente associata all'arrivo del cristianesimo nel Sussex. Quando Alfredo il Grande arrivò, si stabilì su terreni reali a Selsey, che ha un confine con Bosham, dove secondo Beda, il re trovò monaci scozzesi. Bosham divenne sede di un monastero e si dice che le sue terre si estendessero fino a Funtington. Potrebbe averne perse alcune a favore del conte Godwin e dei suoi figli, che avevano la loro sede qui. Il re Edoardo il Confessore concesse la chiesa a uno dei suoi cappellani, Osbern, che era normanno di nascita e in seguito divenne vescovo di Exeter. Un suo successore, William Warelwast, nel 1120 la dotò un collegio di sei canonici secolari, con il vescovo come decano, che rimase attivo fino al 1548, utilizzando il presbiterio della chiesa, mentre la navata era parrocchiale. I vescovi di Chichester ed Exeter furono in disputa sulla giurisdizione ecclesiastica finché non convennero che la parrocchia passasse sotto la sede di Chichester, ma che il collegio ne fosse esente. Sembra che gli edifici del collegio a sud della chiesa siano stati abbattuti nel 1840 anche se probabilmente avvenne qualche anno dopo. In alcune case è visibile la muratura riutilizzata che proviene chiaramente dal collegio. Il livello del pavimento della navata fu abbassato di 2 piedi nel 1865. L'ultima modifica alla planimetria fu l'allungamento del presbiterio all'inizio del XIII secolo. Nel XV secolo i tetti furono sostituiti da altri con pendenze più basse. Dopo un lavoro così esteso si registrò un lascito per il campanile nel 1533 che fu probabilmente utilizzato per riparazioni. La finestra orientale a spicchi del XVI secolo nella navata nord può essere datata poco prima. I cambiamenti successivi alla Riforma includevano il portico sud in gran parte in mattoni del XVII o XVIII secolo e probabilmente nello stesso periodo, la porta fu riparata in mattoni. La chiesa fu oggetto di una campagna di restauro nel XIX secolo che durò 20 anni e nel 1852 si diceva che si stesse restaurando la chiesa a poco a poco. Già nel 1845 J. Butler riaprì le finestre della navata sud e diede loro un traforo in stile XIV secolo. Nel 1863-1865, in un restauro più approfondito, E. Christian sostituì il tetto della navata principale con la pendenza originale e ripulì l'interno dall'intonaco. Ciò rivelò le fasi precedenti della costruzione, ma i muri di macerie non erano destinati a essere visti e le pitture murali andarono perdute. Christian ricostruì anche l'arcata sud con molto materiale nuovo, probabilmente includendo il muro soprastante, oltre ad abbassare il pavimento. Nel presbiterio, inserì delle aperture a nord per l'organo e per la sagrestia. Un'apertura traforata sopra l'arco del presbiterio e un nuovo portico a sud non furono ricostruiti. Ci fu un ulteriore restauro nel 1903, che sembra essere stato limitato alla torre anche se inizialmente si intendeva intraprendere lavori più ampi, poiché si dice che la chiesa fosse in grave bisogno di restauro. Il lavoro costò 2600 sterline, una somma considerevole, ma nonostante il rinnovo di alcune opere in pietra, in particolare delle aperture delle campane, fu realizzato senza grosse modifiche. Le aggiunte successive includono l'orologio del 1951 sulla torre, posizionato dopo una disputa che durava dal 1946. I cancelli del cimitero e il muro adiacente furono l'ultima opera di G. Wornum in memoria della figlia, annegata nel 1950, come ricorda un'iscrizione.

## Descrizione
La chiesa della Santissima Trinità viene giudicata un edificio di particolare interesse storico e architettonico in Inghilterra o Galles, classificata come monumento di prima categoria.

### Esterni
La chiesa della Santissima Trinità si trova a Bosham, parrocchia civile posta ad ovest rispetto a Chichester nel West Sussex, in Inghilterra. La chiesa è una delle più celebri nel Sussex, principalmente per le sue caratteristiche manifeste o presunte pre-conquista. La struttura è di grandi dimensioni e caratterizzata dalla sua alta torre e dalla lunghezza notevole della sua navata e del suo presbiterio. La chiesa è costruita con materiale ricavato da antichi edifici romani poi con l'aggiunta di rivestimento in bugnato. la copertura del tetto è in tegole e quella della guglia della torre è in scandole. La parte inferiore della torre della chiesa, l'arco del presbiterio e l'arco della torre sono del periodo sassone, mentre il piano superiore è del XV secolo.

### Interni
la sala è di grandi dimensioni e suddivisa in tre navate. Nella sala è ospitato un organo a canne, a parete, e una lapide monumentale a ricordo dei caduti nella prima guerra mondiale. Il fonte battesimale risale alla fine del XII secolo ed è un blocco ottagonale con due archi poco profondi scolpiti su ciascun lato, sostenuto da un grosso fusto centrale e quattro fusti sottili.